# 2Dark
2Dark es un videojuego de terror y aventura sigiloso dirigido por Frédérick Raynal.

## Trama
Todo empieza con el protagonista llamado Mr. Smith, un exdetective que está destrozado por la muerte de su esposa y el secuestro de sus dos hijos en un día de campamento. Siete años más tarde Mr. Smith viaja a la ciudad de Gloomywood para resolver un misterio que involucra a niños desaparecidos y no solo eso si no que descubrirá quiénes fueron los involucrados en la muerte de su esposa y el secuestro de sus hijos pero antes Smith debe salvar a los niños retenidos por asesinos en serie, caníbales, secuestradores, psicópatas, pedófilos etc. Y Smith debe derrotarlos o evadirlos para salvar a los niños.

## Jugabilidad
El juego está destinado a ser simplista y accesible para los jugadores casuales. El jugador puede recoger objetos entrando en ellos. Stealth jugará un papel importante en la jugabilidad, y el jugador puede usar la oscuridad para ocultar su ubicación. Los enemigos pueden ser alertados por los sonidos que el jugador hace. El jugador tendrá que rescatar a los niños, que se moverán lentamente y serán susceptibles al peligro.
El jugador puede combatir contra los enemigos que portan armas Melee que son más abundantes y armas de fuego algo poco comunes.
- Revólver 38. Es el arma portada por el jugador a lo largo del juego también es ejercida por enemigos pero la municiones son algo escasas.
- Pistola Luger. Es un arma ejercida por enemigos también por el jugador si mata a los enemigos que las porten y sus municiones son un poco abundantes.

## Desarrollo
2Dark fue financiado en Ulule el 21 de noviembre de 2014.
El 26 de octubre de 2015, se publicó un tráiler de 2Dark. Se confirmó que el juego estaba siendo desarrollado por un nuevo estudio francés llamado Gloomywood, que inicialmente constaba de cuatro personas, con dirección de Frédérick Raynal. La beta se puso a la venta por 20 €.
El juego estuvo presentado en el E3 2015 y en la Conferencia de Desarrolladores de Juegos de 2016.
El 11 de marzo de 2016, Gloomywood confirmó que 2Dark sería lanzado en consolas, además de PC.
Después del lanzamiento de 2Dark, la gente vio que el juego estaba protegido con el DRM Denuvo. Durante la campaña de Ulule, Gloomywood prometió que el juego iba a estar libre de DRM. Además, esto significa que las versiones de Linux y Mac que fueron planeadas nunca serán lanzadas. Sin embargo, a partir del 19 de abril de 2017, seis días después de haber sido agrietado por CPY, Denuvo ha sido removido de 2Dark.

## Recepción
2Dark obtuvo comentarios mixtos, y tiene un promedio de 56/100 en el sitio web agregado por Metacritic.